# Arthromygalidae
Arthromygalidae – wymarła rodzina pająków z podrzędu Mesothelae. Jej zapis kopalny rozciąga się od wczesnego moskowu w karbonie do wczesnego cenomanu w kredzie. Obejmuje trzy opisane rodzaje.

## Morfologia
Pająki te miały karapaks o szerokości niemal dorównującej długości, pozbawiony wyraźnie zaznaczonego wzgórka ocznego. Nogogłaszczki samca odznaczały się paracymbium z wciętymi u szczytu kolcami. Odnóża były smukłe i charakteryzowały się stopami zwieńczonymi parą wydłużonych pazurków i wierzchołkowo umieszczonym empodium, określanym także jako pseudopulvillus. Opistosoma (odwłok) miała na wierzchu tergity osadzone wśród miękkiego oskórka i niezajmujące całej jej szerokości. Z innymi Mesothelae łączyło je natomiast wąskie i wydłużone sternum na spodzie prosomy oraz dwie boczne pary dużych kądziołków przędnych i dwie środkowe pary kądziołków znacznie mniejszych.

## Taksonomia
Po rewizji Paula A. Seldena z 2021 roku do rodziny tej należą trzy rodzaje:
- Geralycosa Kušta, 1889
- Parvithele Wunderlich, 2017
- Pulvillothele Wunderlich, 2017

Arthromygalidae wprowadzone zostały w 1923 roku przez Aleksandra Pietrunkiewicza na łamach „Annals of the New York Academy of Sciences”. W tej samej publikacji opisany został rodzaj Arthromygale. Oprócz niego Pietrunkiewicz zaliczył do omawianej rodziny rodzaje Eolycosa, Geralycosa, Kustaria, Palaranea, Protocteniza, Protolycosa i Rakovnicia. Wcześniej wszystkie karbońskie pająki umieszczano w Arthrolycosidae. W 2017 roku Jörg Wunderlich opisał nowe rodzaje Parvithele i Pulvillothele, tworząc dla nich nową rodzinę Parvithelidae. Klasyfikacja tych pająków uległa znacznym zmianom w rewizji przeprowadzonej w 2021 roku przez Paula A. Seldena. Oba wyróżniane wówczas gatunki Arthromygale zsynonimizowane zostały z gatunkiem typowym rodzaju Geralycosa. Parvithele i Pulvillothele włączone zostały w skład Arthromygalidae, czyniąc Parvithelidae synonimem tej rodziny. Protolycosa przeniesiona została do Arthrolycosidae. Eolycosa sklasyfikowana została jako incertae sedis w obrębie podrzędu Mesothelae. Pyritaranea i Palaranea umieszczone zostały jako pająki nieprzyporządkowane do żadnego podrzędu. Protocteniza i Rakovnicia sklasyfikowane zostały jako incerate sedis w obrębie kladu Tetrapulmonata.